# Parque Tepuhueico

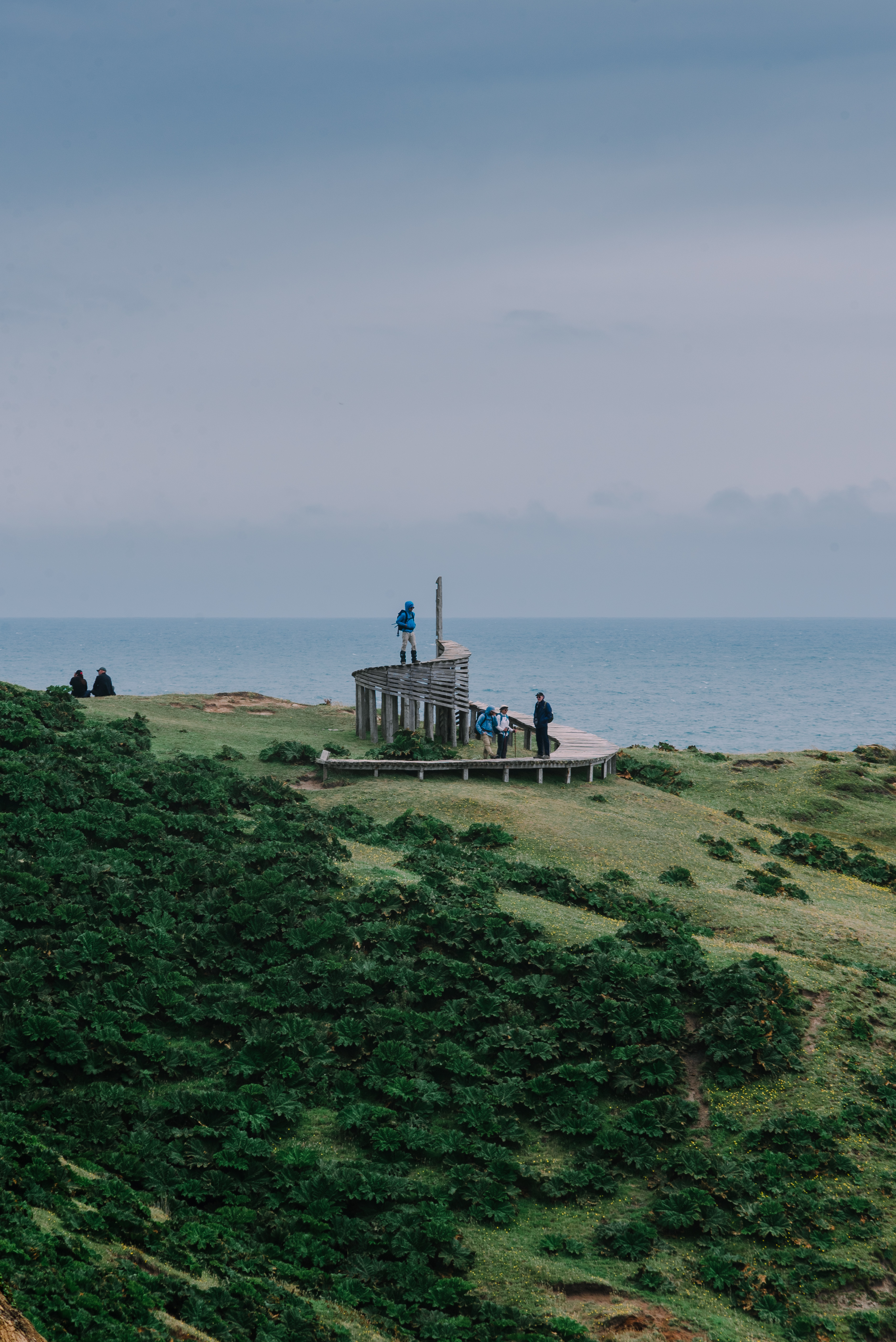
Muelle del Tiempo, zona Costa.

El Parque Tepuhueico es un parque privado chileno, accesible al público, situado en la Isla Grande de Chiloé, Región de Los Lagos. Cuenta con más de 20 000 hectáreas, en su gran mayoría de bosque nativo, y ofrece circuitos de senderismo, ciclismo y running.

## Ubicación

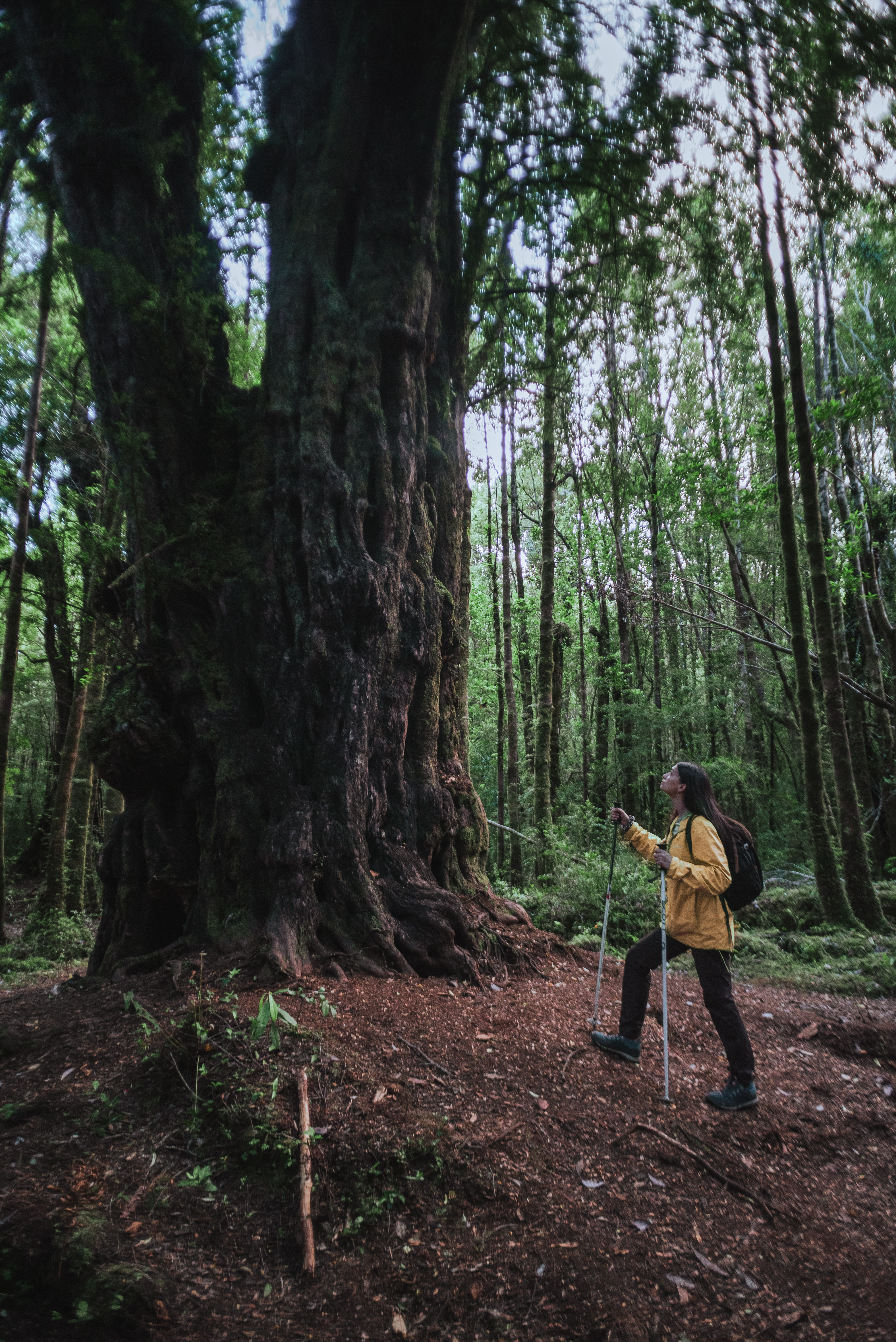
Sendero Los Mañíos, zona Bosque.

El parque se sitúa en el extremo suroccidental de la comuna de Chonchi, entre la ribera occidental del lago Tepuhueico y el océano Pacífico, y en sentido norte-sur lo atraviesa la Cordillera de Pirulil. Es una extensa área de bosques en su mayoría inexplorados y densos, así como playas y acantilados costeros. Está dividido en tres secciones: zona Bosque, zona Costa y zona Cordillera. Actualmente, solo las zonas Bosque y Costa están accesibles para los visitantes, a través de senderos señalizados y delimitados.

## Historia
El proyecto es de propiedad del empresario Patricio Aguirre Sahr. Los terrenos del parque formaban parte del antiguo fundo Quilán —en manos de los antepasados de Aguirre Sahr desde el siglo XIX—, el cual llegó a tener una extensión 75 000 hectáreas. En 1985 Aguirre compró 20 000 hectáreas a su abuelo Otto Sahr Christie. Posteriormente, en 1991, el parque nació como un complejo de turismo y hotelería, cuando el público al que se apuntaba era principalmente observadores de avifauna.[cita requerida] Sin embargo, el concepto de turismo en la época distaba del que se maneja actualmente, por lo que el proyecto tuvo que ponerse en pausa hasta el 2020, cuando se cambió la administración y se implementaron nuevos focos de trabajo dirigidos hacia la conservación de la flora, funga y fauna nativa y endémica.
En el contexto de la pandemia por covid-19, cuando en Chile comenzaron a flexibilizarse las medidas sanitarias el parque sufrió la pérdida del puente de acceso, dejando los senderos y la infraestructura aisladas. Durante este periodo, el equipo decidió continuar con la habilitación de senderos e infraestructura, y, cuando el puente fue reinstalado, pudo abrirse nuevamente al turismo.[cita requerida]
Actualmente cuenta con equipos de administración, de hotelería y guiados, además de guardaparques, constructores y mantenedores de senderos y alianzas a nivel provincial y comunal en educación ambiental, investigación científica y servicios de turismo.

## Infraestructura y servicios
Dentro del parque se encuentran construcciones como una portería revestida con tejuelas de ciprés de las Guaitecas que, un lodge y villas, los cuales tienen más de veinticinco años de antigüedad.[cita requerida] También posee pasarelas, escaleras y miradores —entre ellos el denominado Muelle del Tiempo en la zona Costa— dentro de los senderos para facilitar el acceso y la observación de los paisajes. Además, se han sumado servicios como baños en ambas zonas para evitar la contaminación de los bosques.
Por otro lado, también se ofrecen visitas guiadas, paseos en bote por el lago y otros servicios como arriendo de kayaks y bicicletas.

## Flora
El área es una zona de transición entre el bosque valdiviano y el norpatagónico, a la que se añaden elementos insulares. Existen tres tipos de formaciones boscosas principales:
- El bosque higrófilo templado, con presencia predominante de tepa, tineo, mañío y coigüe.
- El bosque de ciprés de las guaitecas.
- El bosque pantanoso, también conocido como tepual.

## Fauna
Zorro de Darwin (Lycalopex fulvipes)

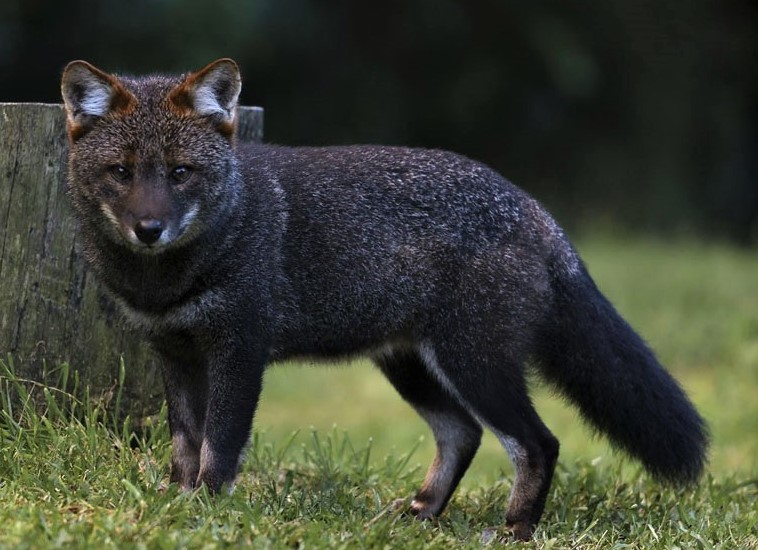
Zorro de Darwin.

El zorro de Darwin o zorro chilote utiliza principalmente el bosque nativo valdiviano maduro, seguido de bosque secundario y en menor escala por pastizales y terrenos abiertos (Gobierno de Chile, s/f). Según la clasificación de especies del Estado de Chile, el zorro de Darwin tiene una distribución segregada en dos poblaciones, una en los bosques de la Isla Grande de Chiloé y la otra en la zona montañosa costera del Parque Nacional Nahuelbuta.
Estado de conservación: En peligro (EN), amenazada.

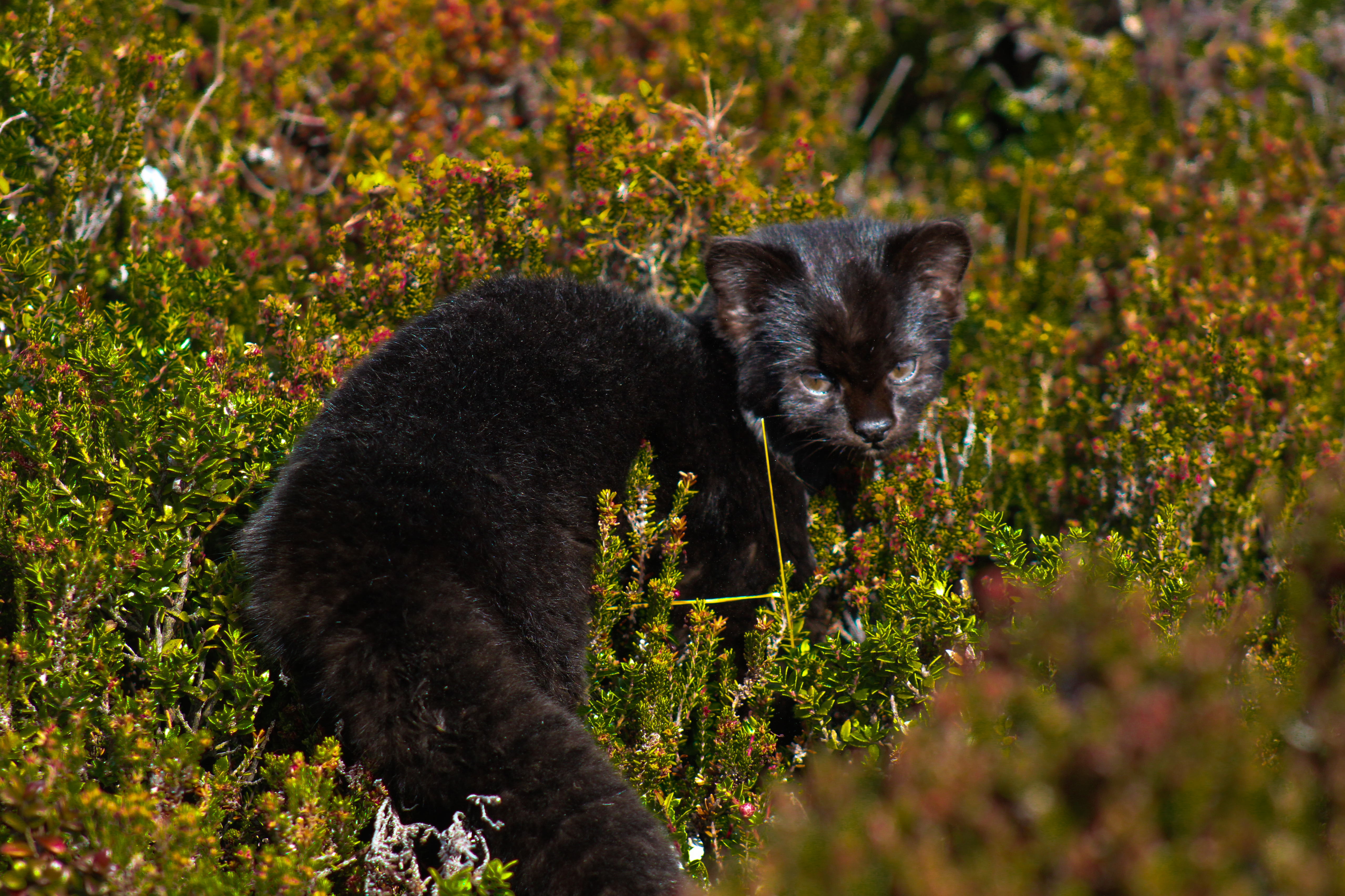
Güiña melánica (Leopardus guigna)
Es la más pequeña de las cinco especies de felinos nativos de Chile y el más pequeño de los felinos nativos de América. No es más grande que un gato doméstico, pesando 2,5 kilos aprox. Su pelaje es amarillo moteado y cola anillada; aunque algunos ejemplares, como este fotografiado en Chiloé, son melánicos, es decir, poseen un pelaje oscuro casi negro. Esta condición es más común en las Guiñas que habitan en las zonas más sureñas de su distribución (Informe Tierra, 2017. Facebook).
Estado de conservación: Vulnerable (VU) / Casi amenazada (NT).
Pudú (Pudu puda)
El pudú es uno de los ciervos más pequeños del mundo y el más pequeño de América (GoChile, 2011. Página web). Según la clasificación de especies del Gobierno de Chile, la especie se confina al bosque templado valdiviano, desde el nivel del mar a los 1700 m de altura.
Se asocia preferentemente a lugares sombríos y húmedos del sotobosque y su distribución en el país se encuentra desde el Maule hasta Aysén. El área donde aparentemente son más comunes es entre las regiones del Biobío y Los Lagos, incluyendo Chiloé.
Estado de conservación: Vulnerable (VU), amenazada.
Quique (Galictis cuja)

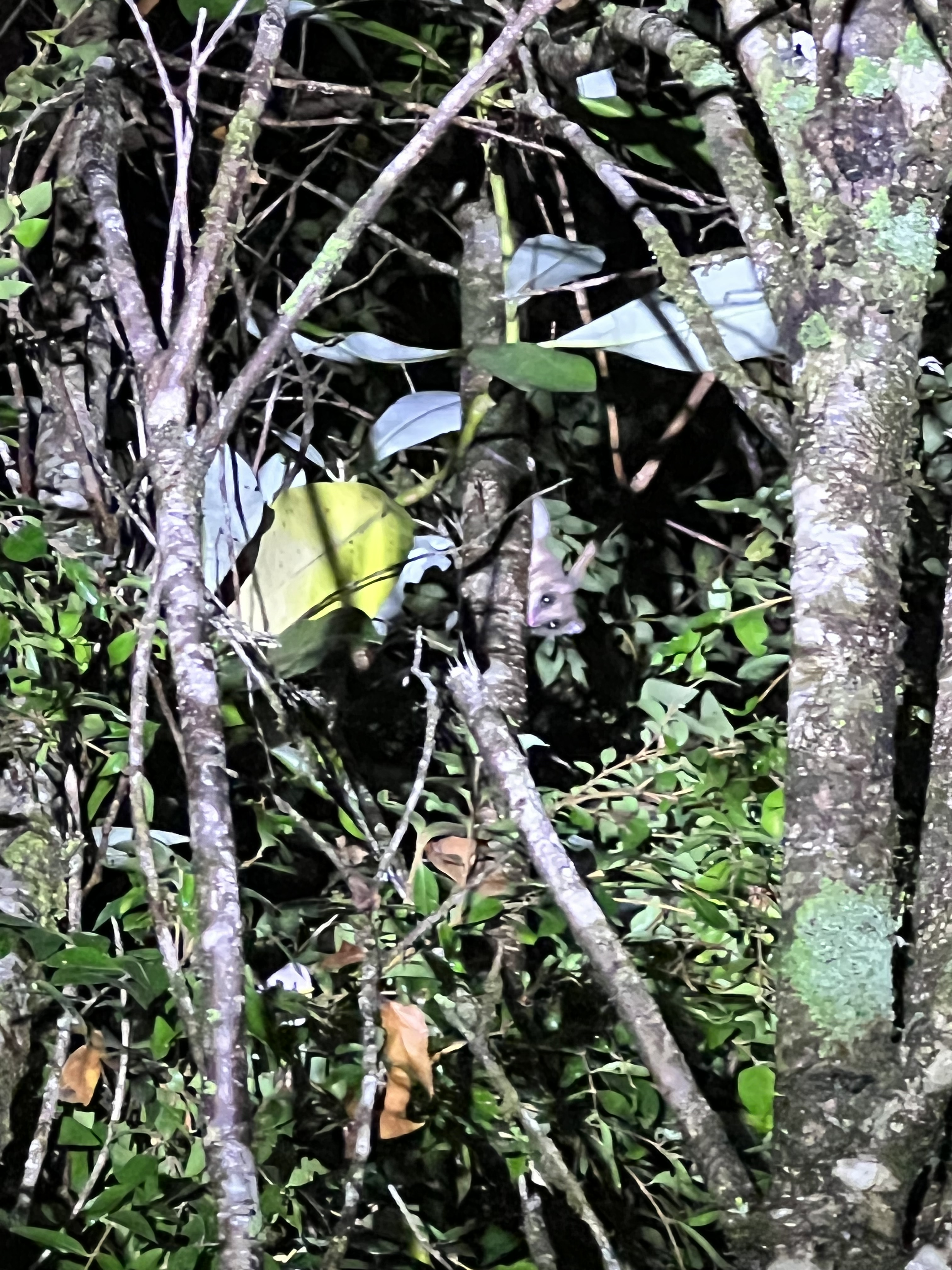
Monito del Monte.

Monito del monte (Dromiciops gliroides)
El monito del monte es un marsupial nocturno y arborícola que se encuentra en los bosques templados del sur de Chile y Argentina. Su hábitat incluye los bosques nativos, donde se alimenta de frutas y pequeños insectos. Es conocido por su apariencia adorable y su estilo de vida arbóreo, y es considerado como un fósil viviente debido a su relación evolutiva con marsupiales prehistóricos.
Estado de conservación: Preocupación menor (LC).
Ranita de Darwin (Rhinoderma darwinii)

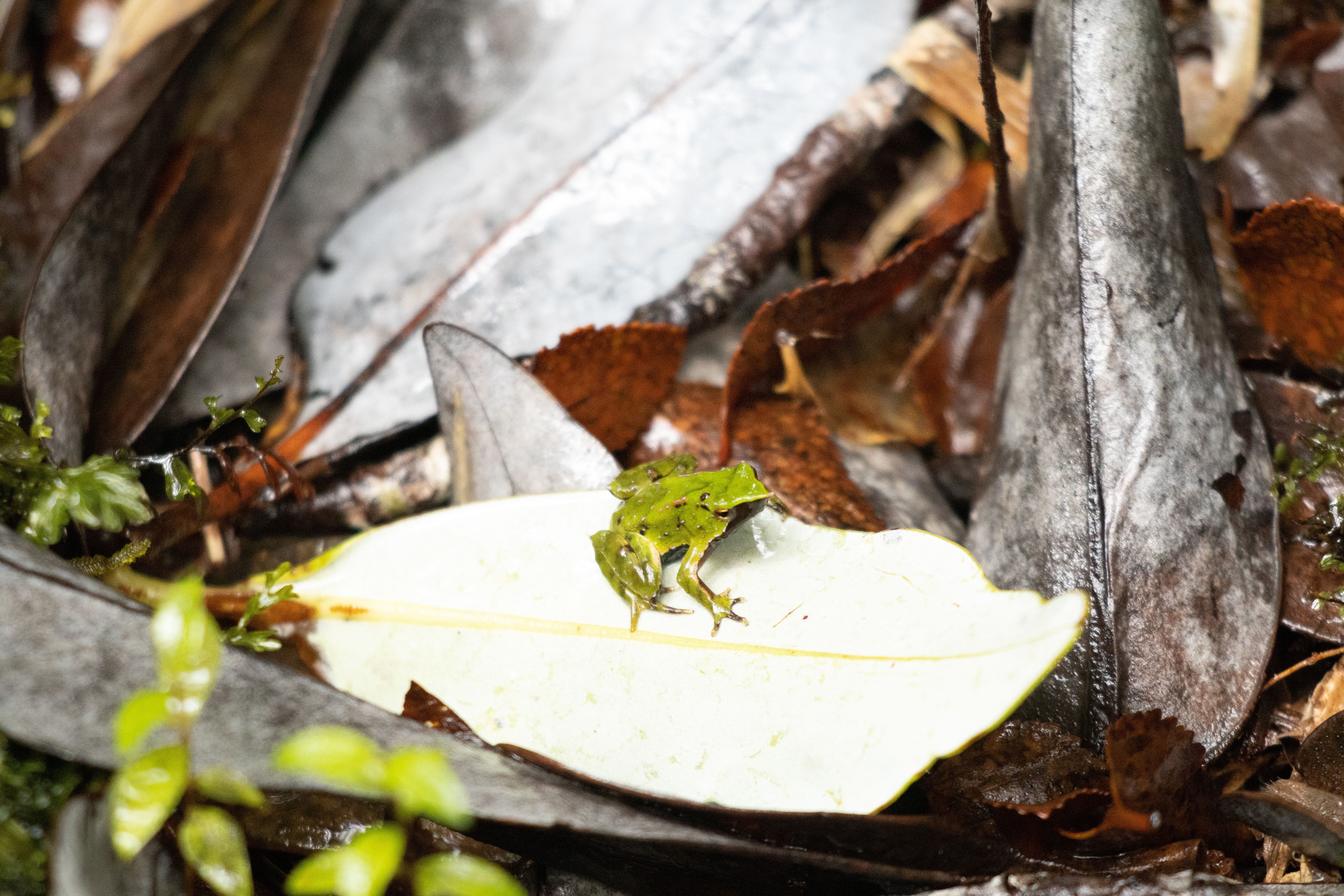
Ranita de Darwin.

Asociada al bosque templado austral, vive sobre el piso de éste entre la vegetación próxima a zonas de agua corriente (Cei 1962, Formas 1979). Crump (2002) la encuentra asociada a bosques dominados por el coigüe de Chiloé, el alerce y la luma, además de áreas abiertas, de praderas e incluso alrededor de construcciones humanas, la mayoría de ellas cercanas a cursos de agua (Gobierno de Chile, s/f).
Sobre el estado de conservación no se ha encontrado un acuerdo. Según los estudios realizados para la clasificación de especies del Estado de Chile, Glade (1988), Formas (1995), Díaz-Páez & Ortiz (2003) y IUCN (2004) la señalan como especie Vulnerable. Núñez et al. (1997) y SAG (1998) la catalogan como En Peligro. Fue clasificada según MINSEGPRES (DS 50 2008) En peligro (EN) A2ac desde el Biobío hasta La Araucanía y como Insuficientemente Conocida desde Los Lagos hasta Magallanes) (Gobierno de Chile, s/f).

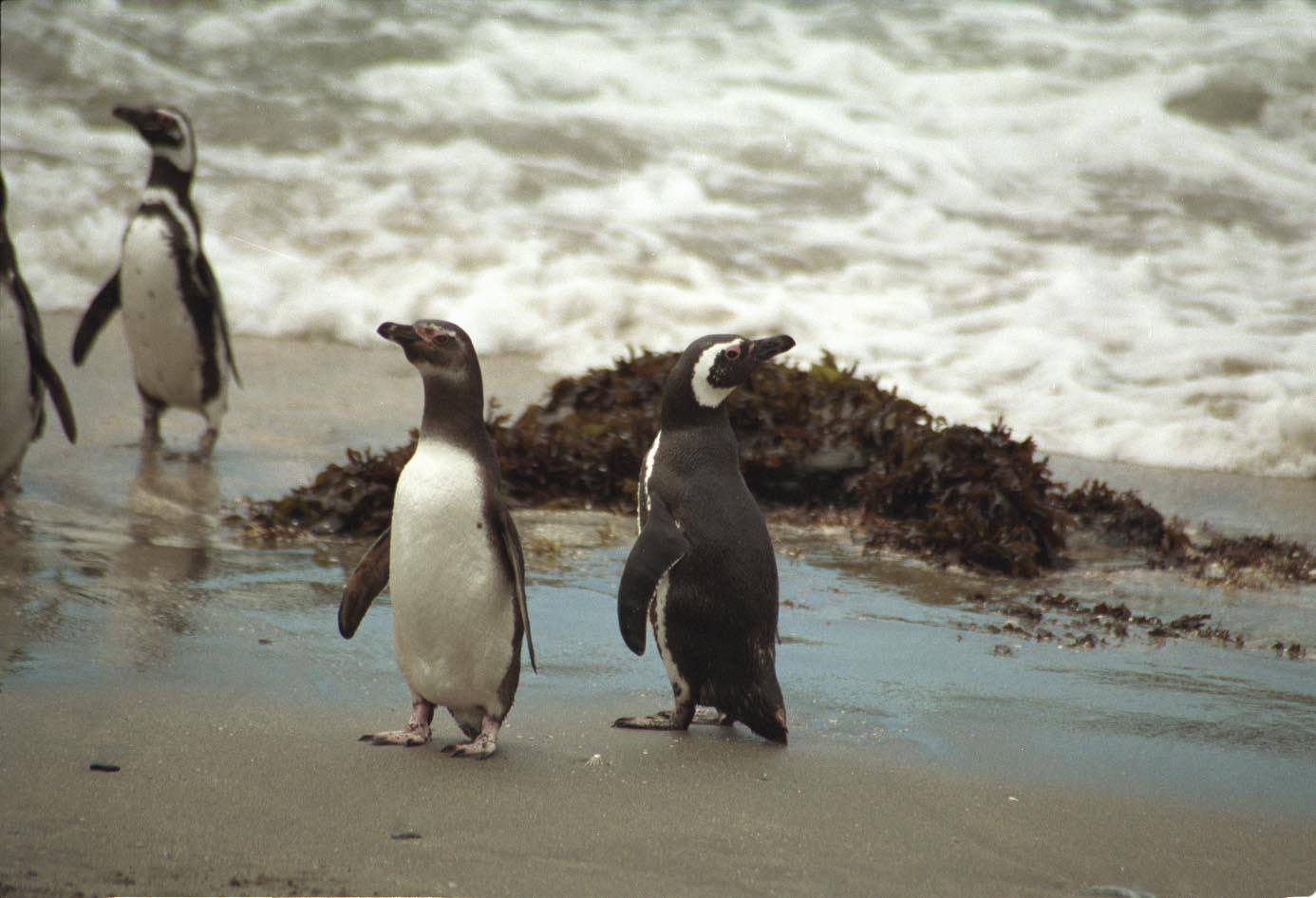
Pingüino de Humboldt.

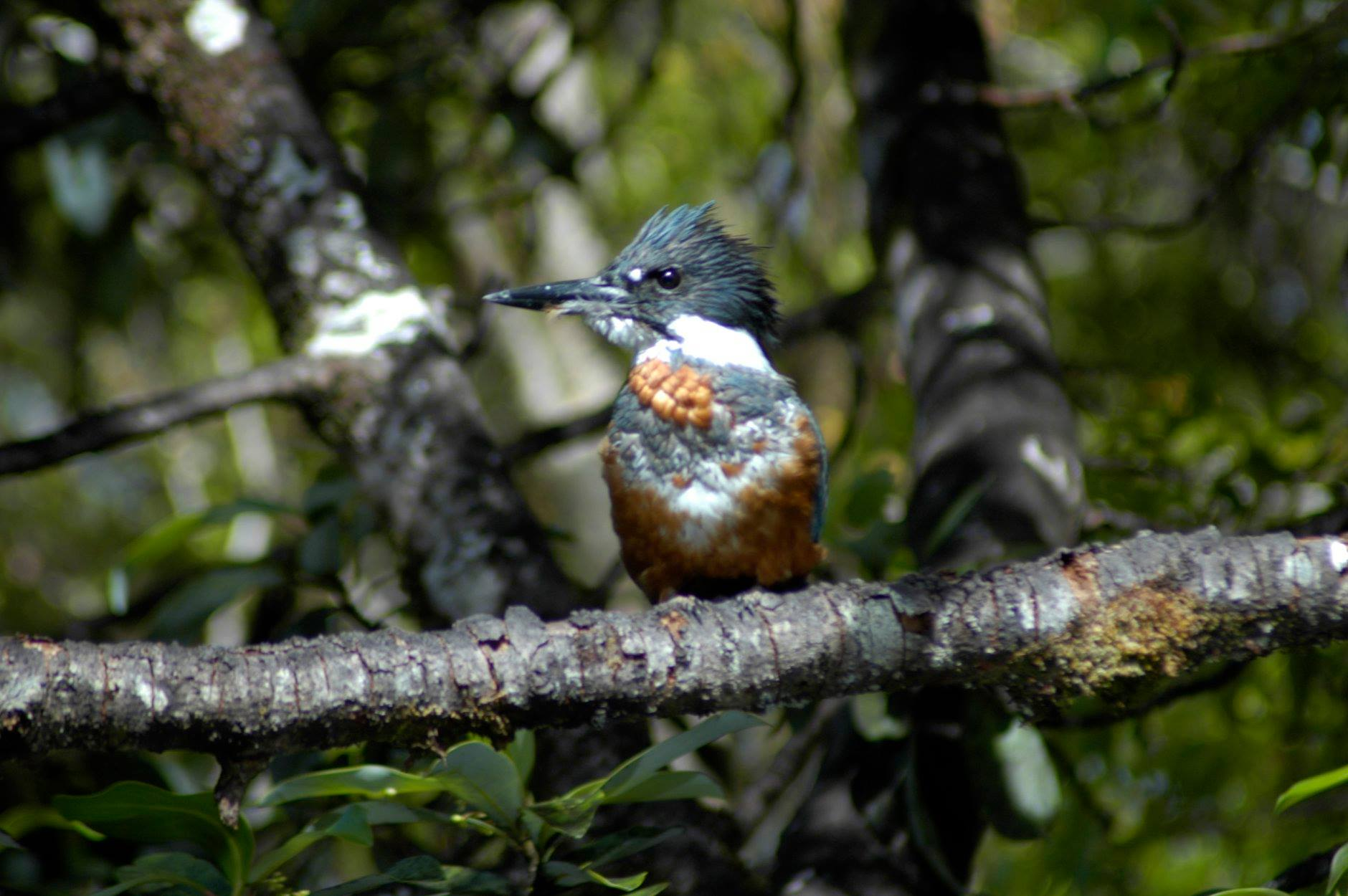
Martín pescador de collar.

Pingüino de Humboldt (Spheniscus humboldti)
Martín pescador (Megaceryle torquata)

## Vías de acceso
El parque cuenta con dos accesos. El primero se encuentra a 3 km al oeste de la localidad de Huillinco, extremo oriental del lago del mismo nombre. Después hay que recorrer otros siete kilómetros hasta la entrada al parque. El segundo acceso, en tanto, se encuentra diez kilómetros al sur de Cucao.